# Rainbow Tour
Il Rainbow Tour è stato il quarto tour della cantante statunitense Kesha, a supporto del suo terzo album in studio Rainbow (2017).
Il tour ha avuto inizio a Birmingham, negli Stati Uniti, il 26 settembre 2017 e si é concluso a Sydney, in Australia, l'11 ottobre 2018.

## Scaletta
1. Woman
2. Boogie Feet
3. Learn to Let Go
4. Hymn
5. Let 'em Talk
6. Take It Off
7. We R Who We R
8. Spaceship
9. Hunt You Down / Timber
10. Godzilla
11. Your Love Is My Drug
12. Blow
13. Praying
14. Rainbow
15. Tik Tok
16. Bastards

## Date del tour
| Data              | Città         | Stato         | Luogo                               |              |              |              |
| Nord America      | Nord America  | Nord America  | Nord America                        | Nord America | Nord America | Nord America |
| ----------------- | ------------- | ------------- | ----------------------------------- | ------------ | ------------ | ------------ |
| 26 settembre 2017 | Birmingham    | Stati Uniti   | Iron City                           |              |              |              |
| 27 settembre 2017 | Nashville     | Stati Uniti   | Ryman Auditorium                    |              |              |              |
| 29 settembre 2017 | Atlanta       | Stati Uniti   | Coca-Cola Roxy Theatre              |              |              |              |
| 30 settembre 2017 | Charlotte     | Stati Uniti   | The Fillmore Charlotte              |              |              |              |
| 2 ottobre 2017    | Raleigh       | Stati Uniti   | The Ritz                            |              |              |              |
| 4 ottobre 2017    | Boston        | Stati Uniti   | House of Blues                      |              |              |              |
| 6 ottobre 2017    | Silver Spring | Stati Uniti   | The Fillmore Silver Spring          |              |              |              |
| 7 ottobre 2017    | Filadelfia    | Stati Uniti   | The Fillmore Philadelphia           |              |              |              |
| 9 ottobre 2017    | New York City | Stati Uniti   | Hammerstein Ballroom                |              |              |              |
| 10 ottobre 2017   | New York City | Stati Uniti   | Irving Plaza                        |              |              |              |
| 13 ottobre 2017   | Lakewood      | Stati Uniti   | Lakewood Civic Auditorium           |              |              |              |
| 15 ottobre 2017   | Detroit       | Stati Uniti   | The Fillmore Detroit                |              |              |              |
| 16 ottobre 2017   | Toronto       | Canada        | Rebel                               |              |              |              |
| 18 ottobre 2017   | Chicago       | Stati Uniti   | Aragon Ballroom                     |              |              |              |
| 19 ottobre 2017   | Milwaukee     | Stati Uniti   | Eagles Ballroom                     |              |              |              |
| 23 ottobre 2017   | Kansas City   | Stati Uniti   | Uptown Theater                      |              |              |              |
| 24 ottobre 2017   | Denver        | Stati Uniti   | Fillmore Auditorium                 |              |              |              |
| 27 ottobre 2017   | Seattle       | Stati Uniti   | Showbox SoDo                        |              |              |              |
| 28 ottobre 2017   | Portland      | Stati Uniti   | Roseland Theater                    |              |              |              |
| 31 ottobre 2017   | San Francisco | Stati Uniti   | SF Masonic Auditorium               |              |              |              |
| 1º novembre 2017  | Los Angeles   | Stati Uniti   | Hollywood Palladium                 |              |              |              |
| Europa            |               | Stati Uniti   |                                     |              |              |              |
| 14 novembre 2017  | Londra        | Regno Unito   | Electric Brixton                    |              |              |              |
| Nord America      |               |               |                                     |              |              |              |
| 29 giugno 2018    | Sioux City    | Stati Uniti   | Hard Rock Hotel & Casino Sioux City |              |              |              |
| 30 giugno 2018    | Prior Lake    | Stati Uniti   | Mystic Lake Casino Hotel            |              |              |              |
| 2 luglio 2018     | Oklahoma City | Stati Uniti   | OKC Zoo Amphitheatre                |              |              |              |
| 4 luglio 2018     | Milwaukee     | Stati Uniti   | Henry Maier Festival Park           |              |              |              |
| 6 luglio 2018     | Grand Rapids  | Stati Uniti   | Van Andel Arena                     |              |              |              |
| 7 luglio 2018     | Des Moines    | Stati Uniti   | Western Gateway Park                |              |              |              |
| Asia              |               |               |                                     |              |              |              |
| 14 settembre 2018 | Seul          | Corea del Sud | Yonsei University Amphitheatre      |              |              |              |
| 1º ottobre 2018   | Tokyo         | Giappone      | Zepp Tokyo                          |              |              |              |
| 2 ottobre 2018    | Tokyo         | Giappone      | Zepp Diver City                     |              |              |              |
| 4 ottobre 2018    | Osaka         | Giappone      | Zepp Namba                          |              |              |              |
| Oceania           |               |               |                                     |              |              |              |
| 7 ottobre 2018    | Melbourne     | Australia     | Margaret Court Arena                |              |              |              |
| 8 ottobre 2018    | Adelaide      | Australia     | Thebarton Theatre                   |              |              |              |
| 10 ottobre 2018   | Brisbane      | Australia     | Eatons Hill Hotel                   |              |              |              |
| 11 ottobre 2018   | Sydney        | Australia     | ICC Sidney Theatre                  |              |              |              |

## Cancellazioni
| Data            | Città          | Stato         | Luogo            | Causa                   |
| Nord America    | Nord America   | Nord America  | Nord America     | Nord America            |
| --------------- | -------------- | ------------- | ---------------- | ----------------------- |
| 25 ottobre 2017 | Salt Lake City | Stati Uniti   | The Complex      | Infortunio              |
| Oceania         |                |               |                  |                         |
| 27 marzo 2018   | Perth          | Australia     | Metro City       | Intervento al ginocchio |
| 29 marzo 2018   | Byron Bay      | Australia     | Byron Bay Arena  | Intervento al ginocchio |
| 2 aprile 2018   | Auckland       | Nuova Zelanda | The Trusts Arena | Intervento al ginocchio |